# Gunstling

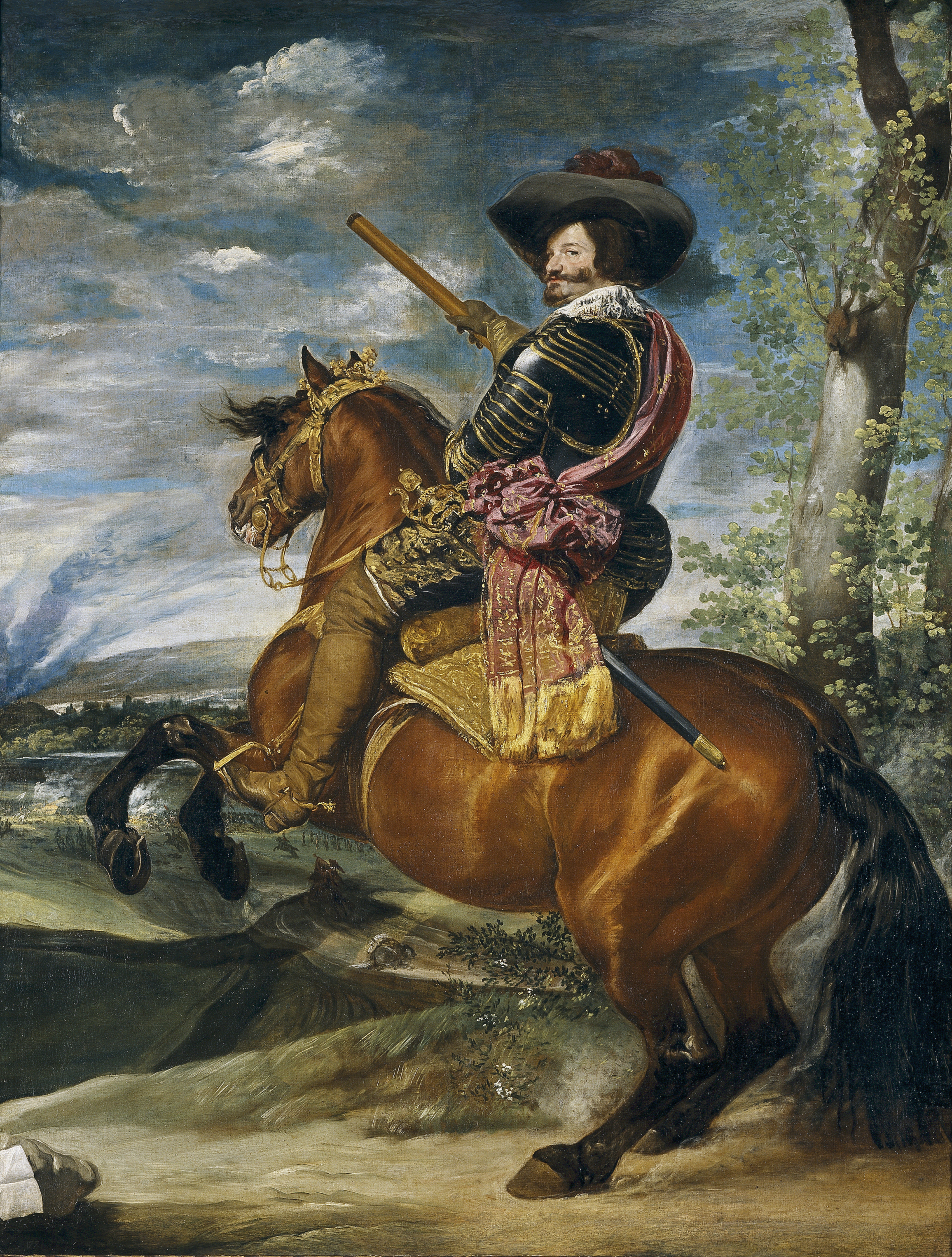
Gaspar de Guzmán y Pimentel

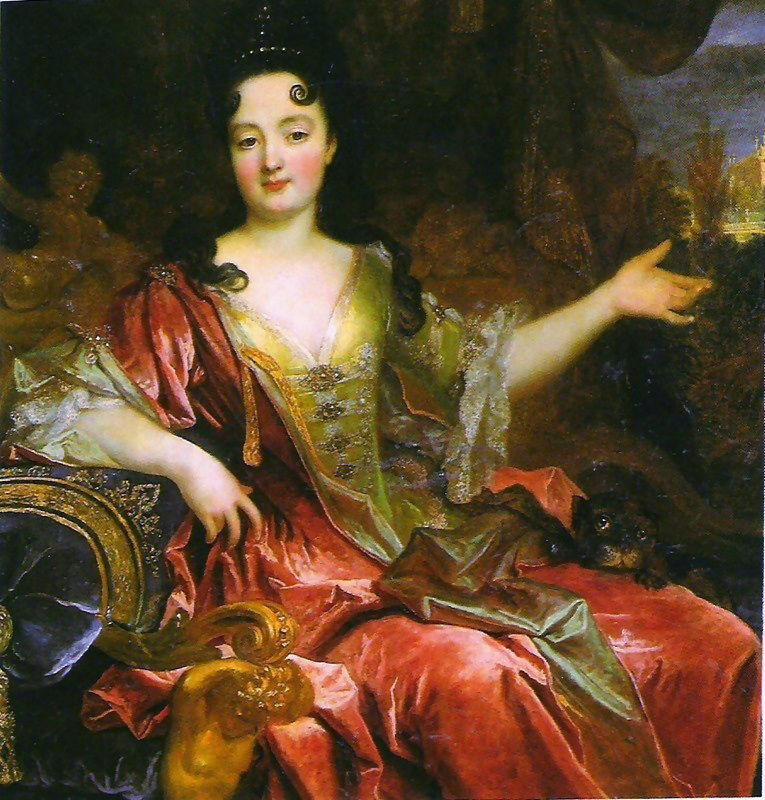
Marie Anne de La Trémoille, Duchess of Bracciano, attributed to Nicolas de Largillière

En gunstling eller en favorit är en person som särskilt favoriseras, utmärks och gynnas av en makthavare framför andra, på grund av makthavarens personliga sympati och tycke för denna snarare än för faktiska meriter, och som genom makthavaren utvinner fördelar och ibland även politisk makt och inflytande. Begreppet har särskilt använts för personer vid kungliga hov under tidigmodern tid – från 1500- till 1700-talet.
En gunstling utsattes ofta för avundsjuka och ifrågasattes, i synnerhet om han eller hon uppfattades som en ”uppkomling”. En bidragande orsak var att gunstlingen ofta uppfattades nå en inflytelserik ställning utan att ha förtjänat det, eftersom han eller hon ansågs nå denna av känslomässiga skäl snarare än faktiska meriter. 
Karaktäristiskt för gunstlingen är att denna inte sällan kommer långt in i makthavarens privata sfär. Gunstlingen drabbades ibland hårt när monarken dött eller störtats. 
Uttrycket används främst om personer som inte hade ett sexuellt förhållande med makthavaren, eller i varje fall inte ett öppet sådant: en person som öppet hade en sexuell relation med en makthavare, och gynnades av denna orsak, kategoriserades snarare som en mätress eller älskare än som en gunstling. 

## Exempel
- Gustaf Mauritz Armfelt. gunstling åt Gustaf III
- Henri Coiffier de Ruzé d'Effiat, markis av Cinq-Mars, gunstling åt Ludvig XIII av Frankrike
- Marie Anne de La Trémoille, gunstling åt Maria Lovisa av Savojen
- Sarah Churchill, hertiginna av Marlborough, gunstling åt Anna av Storbritannien
- Grigori Rasputin, gunstling åt Nikolaj II av Ryssland

## Galleri

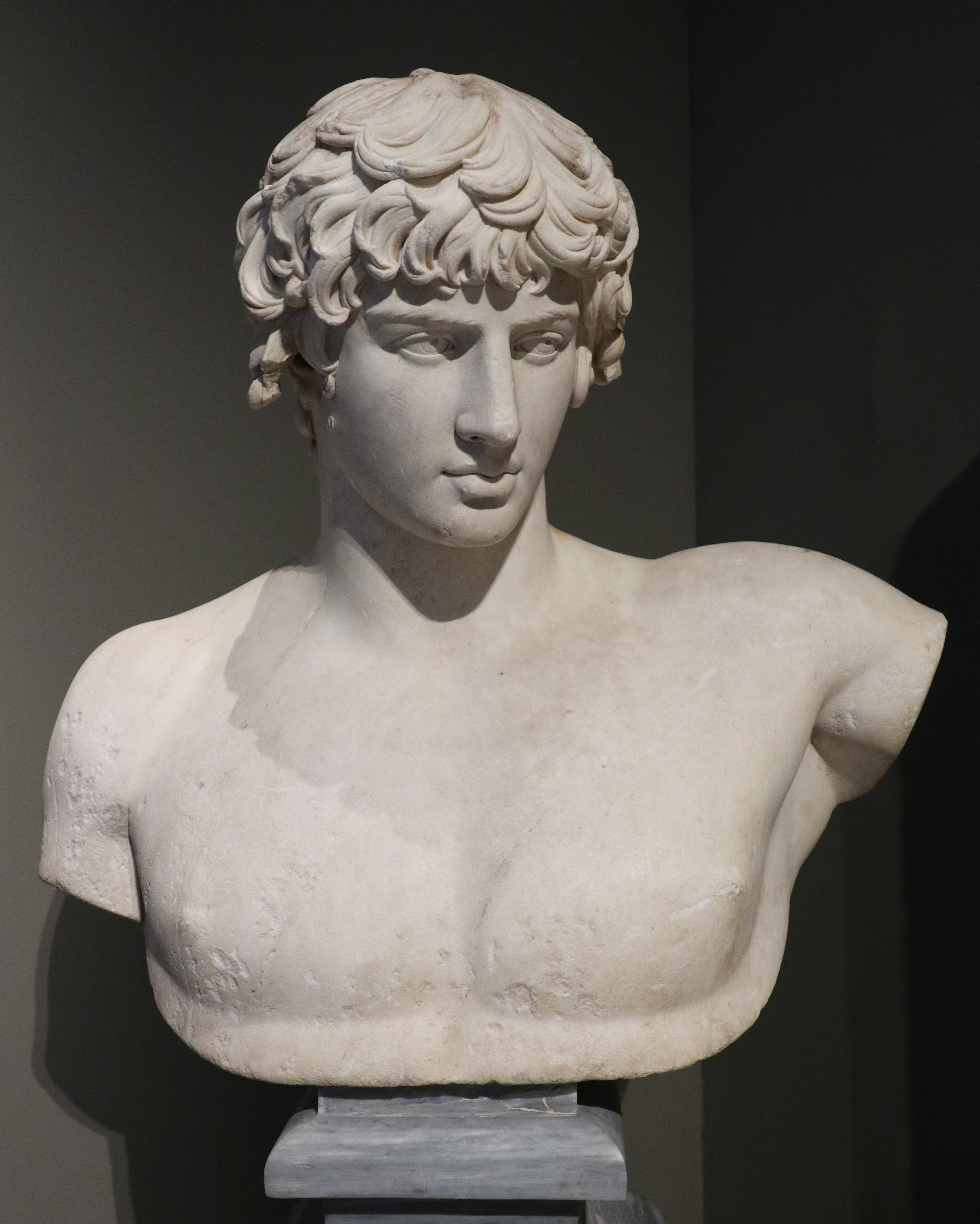
Antinous
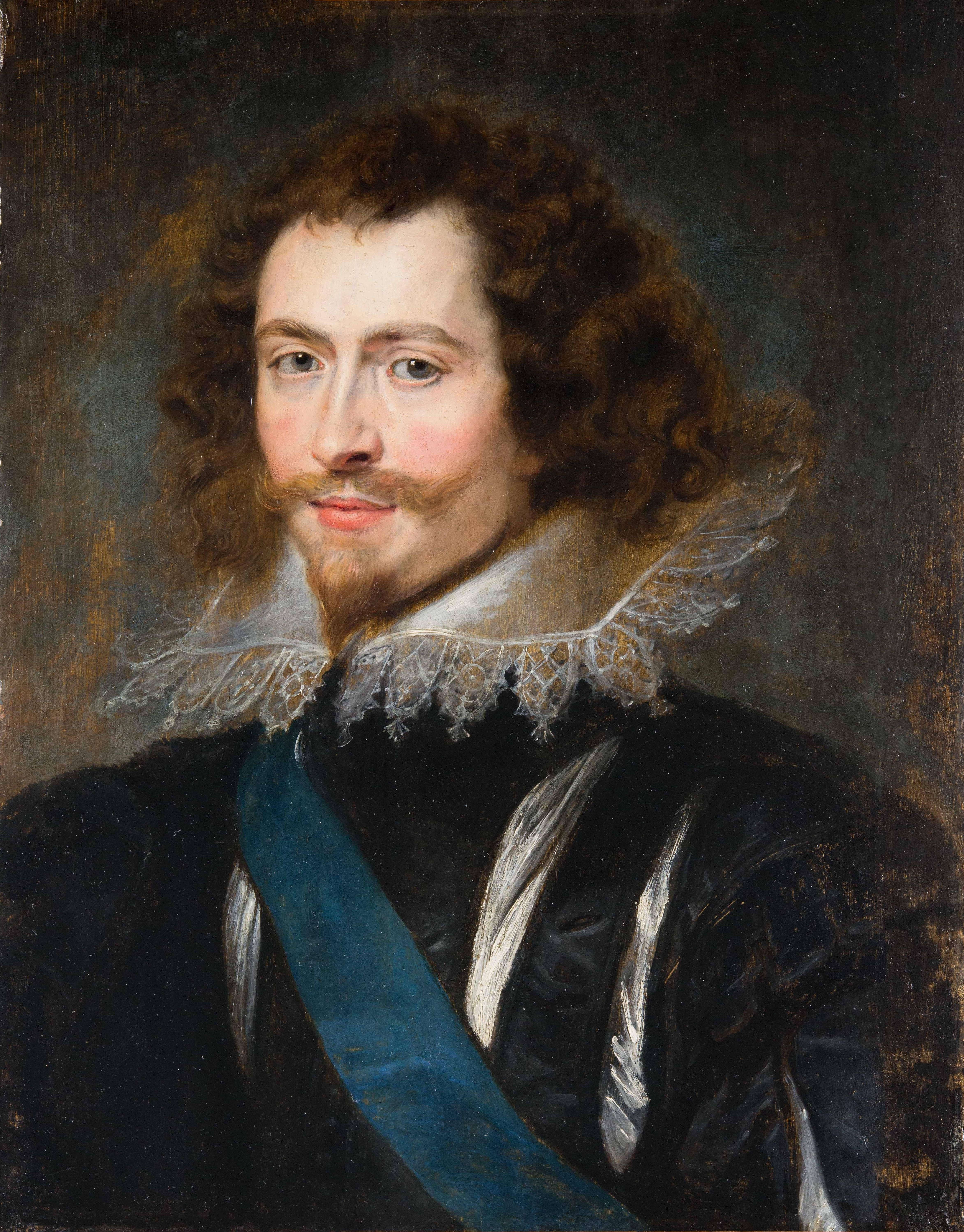
George Villiers, 1:e hertig av Buckingham
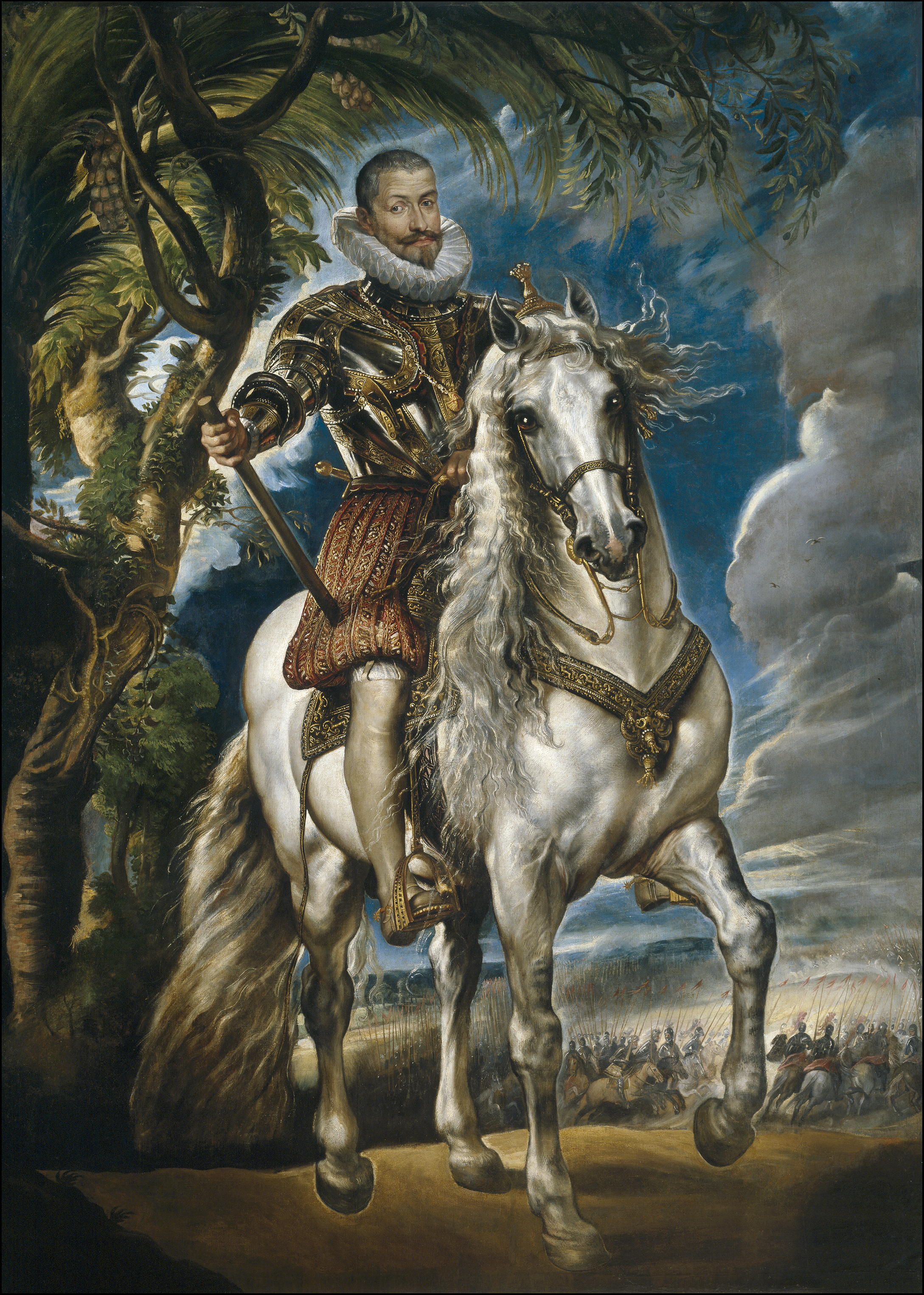
Francisco Gomez de Sandoval y Rojas, 1:e hertig av Lerma
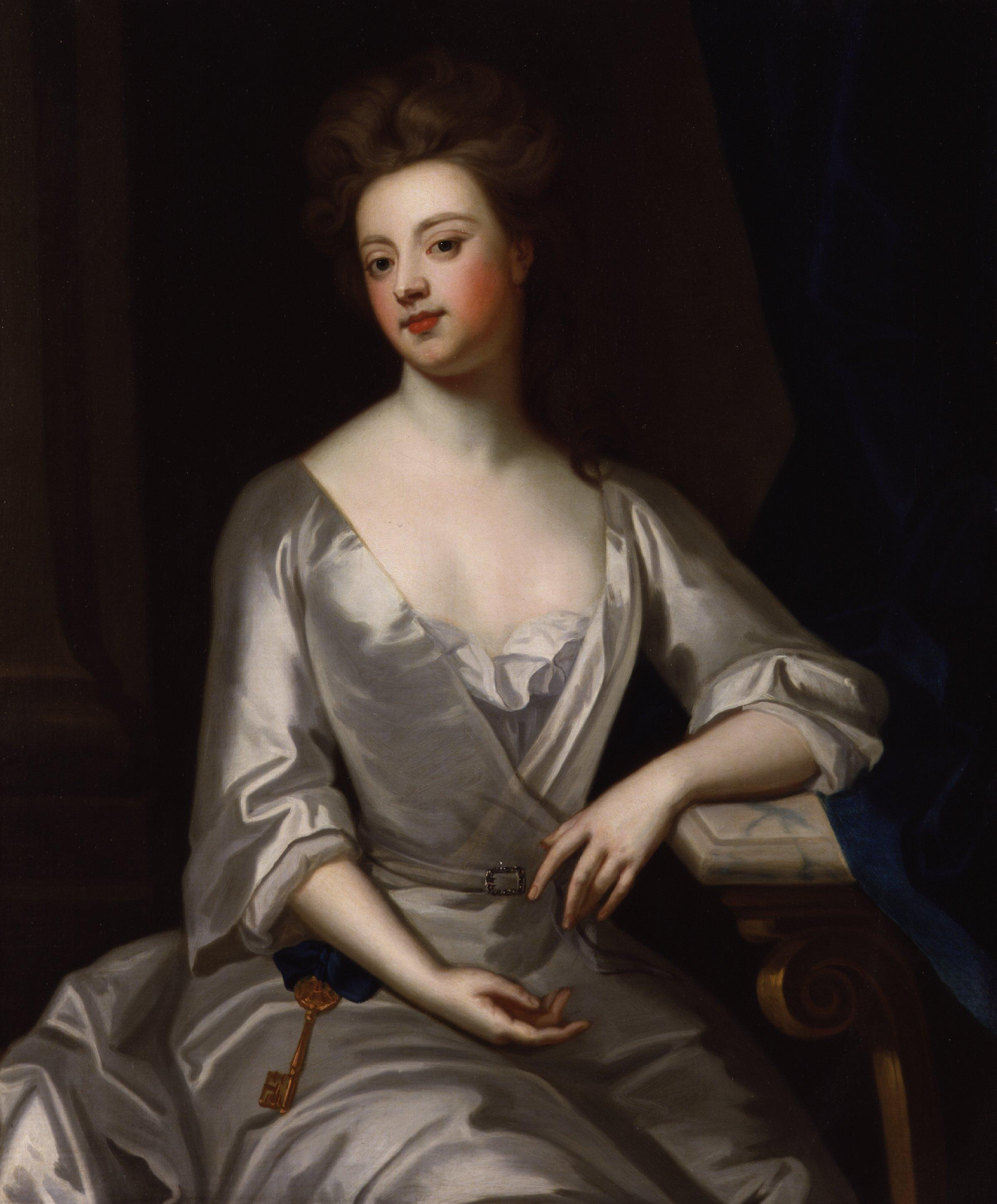
Sarah Churchill, hertiginna av Marlborough
Gustaf Mauritz Armfelt